# دودنبورگ
دودنبورگ (به آلمانی: Dodenburg) یک شهر در آلمان است که در برنکاستل-ویتلیش واقع شده‌است. دودنبورگ ۱۰۷ نفر جمعیت دارد.